# Die Königsbraut (E. T. A. Hoffmann)

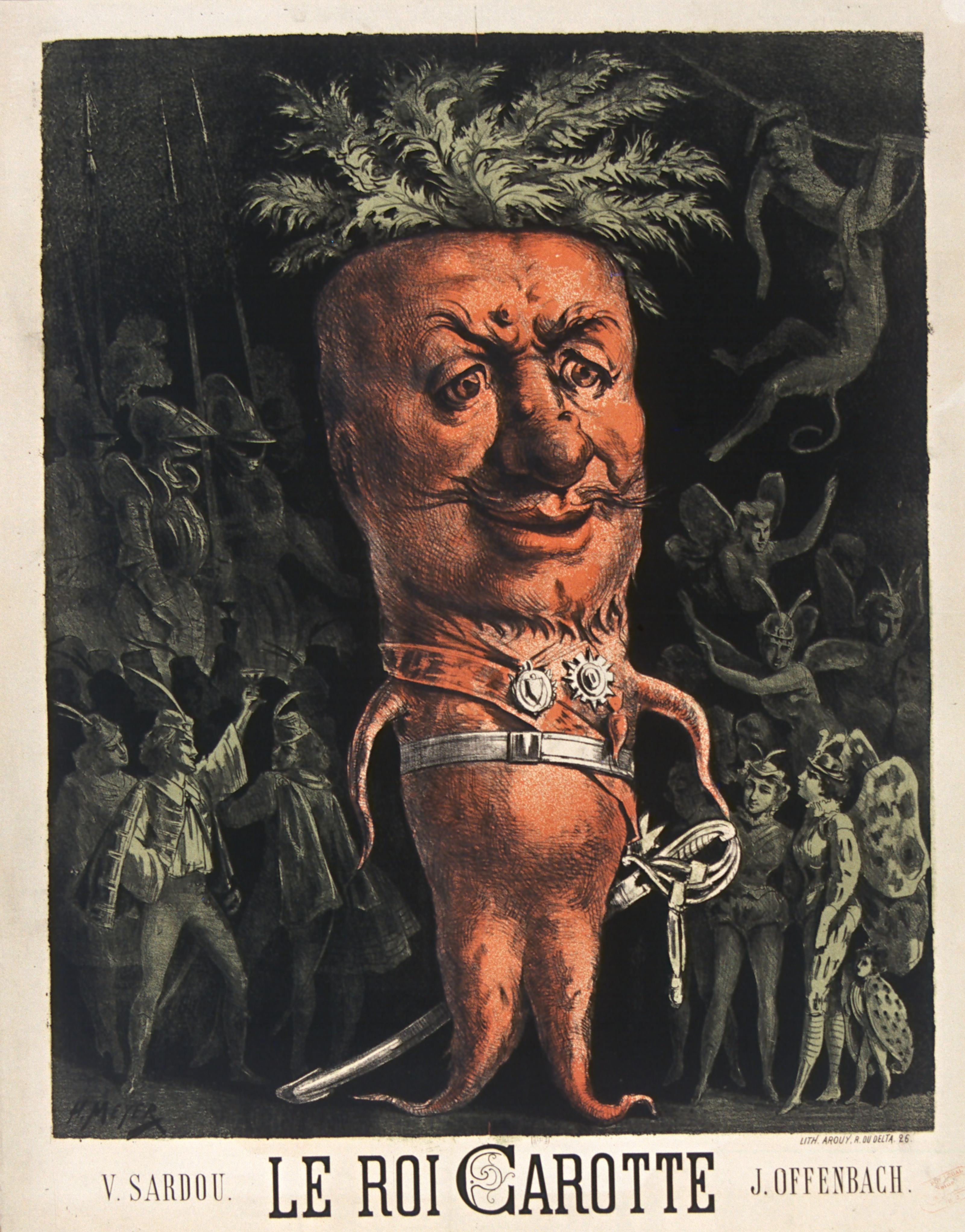
Henri Meyer (1892): Porträt des Gemüsekönigs Daucus Carota des Ersten (Poster zur Oper Le roi Carotte)

Die Königsbraut ist ein Kunstmärchen von E. T. A. Hoffmann, das im achten Abschnitt des vierten Bandes als letzter Text der Sammlung Die Serapionsbrüder im Jahr 1821 bei G. Reimer in Berlin erschien.

## Resümee
Eigentlich hat Fräulein Ännchen – genauer: Anna von Zabelthau – einen festen Bräutigam; den Studenten Amandus von Nebelstern. Amandus, der einzige Sohn eines benachbarten Gutsbesitzers, ist ein miserabler Poet. Als Herr Baron Porphyrio von Ockerodastes alias Daucus Carota der Erste alias Corduanspitz – das ist ein „kleiner gnomischer König“ – um sie freit, möchte das Landfräulein doch lieber Gnomenkönigin werden und gibt dem Studenten den Laufpass. Gerade noch rechtzeitig vor der Gnomenhochzeit ermittelt Ännchens Vater – der mit allen Wassern gewaschene Kabbalist Dapsul von Zabelthau – was für ein „betrügerischer Gemüsegnom niedrigsten Geschlechts“ Corduanspitz ist. König Daucus Carota der Erste kann mit Ach und Krach ins Gemüsebeet verwiesen werden und Ännchen bekommt einen gut gewachsenen Mann – ihren Studenten Amandus.

## Handlung
Der Erzähler Vinzenz (David Ferdinand Koreff) hat die Geschichte aus der Chronik des kleinen Dorfes Dapsulheim geschöpft. Auf dem ärmlichen Besitztum ihres Vaters bewirtschaftet die Halbwaise Ännchen sommers ihre Gemüsebeete mit Hingabe. Bei solcher Arbeit zieht das Mädchen einen Trauring von einer Mohrrübe ab, steckt das Schmuckstück an und spürt dabei vorübergehend einen stechenden Schmerz im Ringfinger. Sonderbar ist – die Rübe schlüpft selbständig ins Erdreich zurück. Der schöne Ring lässt sich nicht abziehen. Jener dann wieder auflebende stechende Schmerz verhindert das.
Der Vater befragt in seinem „astronomischen Turm“ die Sterne astrologisch. Er vertraut der Tochter an, seit zwölf Jahren schon werde er von der scheuen, schüchternen Sylphide Nehahilah (E. T. A. Hoffmann erläutert: „Syrisch, soviel als Spitznase“) geliebt. Der Herr Papa heißt Ännchens Wahl des Partners Amandus gut und plant mit der Tochter eine Doppelhochzeit. Allerdings – so relativiert der um Umgang mit Elementargeistern bewanderte Vater – verpasse die Tochter eine gute Partie. Nach dem kostbaren Ring zu urteilen, habe ihr ein reicher, vornehmer, fein gebildeter Gnom seine Gunst geschenkt. Ännchen möchte von dem Zauberring befreit werden. Ein diesbezüglicher Versuch des Vaters mit der mystischen Feile scheitert.
Der Gnom Baron Porphyrio – klein, gelb und hässlich – erscheint und betrachtet Ännchen als seine Braut.  Der Baron besteht hauptsächlich aus Kopf. Die Gliedmaßen sind unterentwickelt. So schreitet er nicht, sondern hüpft hin und her, fällt dabei um und schleudert sich wieder empor. In seinem Gefolge tummelt sich vornehmes Gemüse mit Pan Kapustowicz, Herrn von Schwarzrettig, Signor di Broccoli und Monsieur de Roccambolle an der Spitze. Die Karottengarde folgt zusammen mit Salatprinzen, Bohnenprinzessinnen, Gurkenherzogen, Melonenfürsten, Kohlkopfministern, Fenchelpagen sowie der Zwiebel- und Rübengeneralität. Die „auserwählteste Braut“ sendet ihrem Amandus einen Hilferuf in seine Universitätsstadt: der Student möge sich mit dem Nebenbuhler duellieren.
Der Baron hat untertrieben. In Wirklichkeit ist er der Gemüsekönig Daucus Carota der Erste. Ännchen hatte schon immer ein Faible für Gemüse. Nun revidiert die Königsbraut in einem weiteren Brief – mit „künftige Königin“ zeichnend – ihr Hilfeersuchen. Das ist wieder falsch. Der Vater bekommt die Wahrheit über den König heraus (siehe oben unter „Resümee“). Ein tückischer, boshafter und grausamer Gnomenkönig soll das Ännchen nicht bekommen. Dapsul von Zabelthau mit seinen Zauberkünsten und die resolute Tochter Anna kämpfen erfolglos gegen das königliche Gemüse. Doch Amandus tritt auf den Plan. Er möchte Hofpoet des Gemüsekönigs werden. Daucus Carota verlangt auf der Stelle eine Probe des dichterischen Könnens. Amandus begleitet sich bei seinem Vortrag auf der Gitarre. Der König kann den Gesang nicht ertragen. Als sich der kleine garstige Mohrrübenkerl Corduanspitz in sein Erdreich – Ännchens Gemüsebeet – zurückziehen muss, kann die Braut buchstäblich im letzten Moment den Ring ab- und ihn der Karotte überstreifen. Praktisch durch Zauberschlag wird das Landfräulein Ännchen – zwischendurch gelb geworden und unansehnlich geschrumpft – wieder „hübsch wie vorher, wohlproportioniert und so weiß“; mit einem Wort, Anna wird erneut für ihren Amandus begehrenswert. Anna gräbt ihr Beet mit gewohntem Verve um und versetzt Amandus versehentlich einen Spatenhieb an den Kopf. Von dem zweiten Zauberschlag wird der Bräutigam endlich vernünftig: Er wirft allen seinen „verwirrten Wortkram“ ins Feuer und ist von seiner „Dichteritis“ geheilt. Das Paar heiratet. Über die Ehe Dapsul von Zabelthaus mit der Sylphide Nehahilah hat Vinzenz nichts in der Dapsulheimer Chronik gefunden.

## Rezeption
- 1821 und 1823 äußern sich Friedrich Gottlob Wetzel und Konrad Schwenck zustimmend.[2]
- 1863 schreibt Gautier die Erzählung „Le Club des hachichins“[3]. Darin ersteht Daucus Carota wieder auf.[4]
- Georg Ellinger lobt den Text 1894.[5]
- Hans von Müller behauptet 1906, dieses Märchen sei „unbeliebt“.[6]
- Segebrecht[7], Safranski[8] und von Matt[9] heben den ironischen Schluss hervor. Ein schlechter deutscher Dichter vertreibt den Gemüsekönig mit einer Kostprobe seines „Könnens“.
- Kaiser nennt den Text rätselhaft[10] und zählt ihn zu den humoristischen Werken des Autors[11]. Baudelaire habe das Komische in der „Königsbraut“ geschätzt.[12] Kafka, Beckett und Dürrenmatt seien – das Groteske und Arabeske betreffend – in E. T. A. Hoffmanns Fußstapfen getreten.[13] In „Zettels Traum“ spiele Arno Schmidt mit der Sexualsymbolik aus der Erzählung.[14] Paul Gavarni und Bertall schufen Karikaturen nach dem Märchen.[15] Der Untertitel „Ein nach der Natur entworfenes Märchen“ sei ironisch gemeint.[16] Kaiser[17] nennt Arbeiten von Alfred Behrmann (Göttingen 1978) und Gisela Vitt-Maucher (1984).
- Kilcher und Burkhard[18] machen Anmerkungen zu E. T. A. Hoffmanns Terminus „Kabbalist“. Dieser fuße weniger auf Paracelsus, sondern vielmehr auf Abbé Montfaucon de Villars' „Le comte de Gabalis ou Entretiens sur les sciences secrètes“ (1670)[19] sowie auf Marquis d’Argens' „Lettres cabalistiques“ (Den Haag 1737–1738) [Übersetzer Friedrich Nicolai: „Kabbalistische Briefe, oder philosophischer, historischer und kritischer Briefwechsel zwischen zween Kabbalisten, verschiedenen Elementargeistern und dem höllischen Astaroth“ (Danzig 1773–1777)], Peter Friederich Arpes „Geschichte der Talismannischen Kunst“ (Gotha 1792), Schillers „Geisterseher“ (1769), Jacques Cazottes „Le diable amoureux“ (1772), August Grosses „Der Genius“ (Halle 1790–1794), Friedrich de la Motte Fouqués „Eine Geschichte vom Galgenmännlein“ (1810) sowie „Undine“ (1811).

### Die Erstausgabe in den Serapionsbrüdern
- Die Königsbraut in: Die Serapionsbrüder. Gesammelte Erzählungen und Mährchen. Herausgegeben von E. T. A. Hoffmann. Vierter Band. Berlin 1821. Gedruckt und verlegt bei G. Reimer. 587 S.[20]

### Verwendete Ausgabe
- E. T. A. Hoffmann: Die Königsbraut. Ein nach der Natur entworfenes Märchen. S. 1138–1199 in: Wulf Segebrecht (Hrsg.): E. T. A. Hoffmann: Die Serapions-Brüder. Deutscher Klassiker Verlag im Taschenbuch. Bd. 28. Frankfurt am Main 2008, ISBN 978-3-618-68028-4 (entspricht: Bd. 4 in: Wulf Segebrecht (Hrsg.): „E. T. A. Hoffmann: Sämtliche Werke in sieben Bänden“, Frankfurt am Main 2001)

### Sekundärliteratur
- Peter von Matt: Die Augen der Automaten. E. T. A. Hoffmanns Imaginationslehre als Prinzip seiner Erzählkunst. Max Niemeyer Verlag, Tübingen 1971, ISBN 3-484-18018-8.
- Rüdiger Safranski: E. T. A. Hoffmann. Das Leben eines skeptischen Phantasten. 2. Auflage. Fischer-Taschenbuch-Verlag, Frankfurt am Main 2001 (1. Aufl. 1984), ISBN 3-596-14301-2.
- Gerhard R. Kaiser: E. T. A. Hoffmann. Metzler, Stuttgart 1988, ISBN 3-476-10243-2. (Sammlung Metzler; 243; Realien zur Literatur)
- Andreas B. Kilcher und Myriam Burkhard: Die Königsbraut. S. 325–331 in: Detlef Kremer (Hrsg.): E. T. A. Hoffmann. Leben – Werk – Wirkung. Walter de Gruyter, Berlin 2009, ISBN 978-3-11-018382-5.
- Andreas B. Kilcher und Myriam Burkhard: Der Elementargeist (1821). S. 371–377 in: Detlef Kremer (Hrsg.): E. T. A. Hoffmann. Leben – Werk – Wirkung. Walter de Gruyter, Berlin 2009, ISBN 978-3-11-018382-5

## Anmerkung
1. ↑  Nach Kilcher und Burkhard (Der Elementargeist (1821). S. 372, 15. Z.v.u.) folgt E. T. A. Hoffmann mit dem Terminus „Kabbalist“ der „paracelsischen Kabbala“ nach dem Buche „Liber de nymphis, sylphis, pygmaeis et salamandris et de caeteris spiritibus“ (Basel 1590), heute bekannt unter der Vier-Elemente-Lehre.